# Love Me Back
A Love Me Back (magyarul: Szeress viszont!) egy dal, amely Törökországot képviselte a 2012-es Eurovíziós Dalfesztiválon, Bakuban. A dalt a török Can Bonomo adta elő angol nyelven. A dalt az EBU törökországi tagja, a TRT által rendezett műsorban mutatták be 2012. február 22-én.
Az Eurovíziós Dalfesztiválon a dalt először a május 24-én rendezett második elődöntőben adták elő, a fellépési sorrendben tizenharmadikként, a grúz Anri Jokhadze I’m a Joker című dala után és az észt Ott Lepland Kuula című dala előtt. Az elődöntőben 80 ponttal az ötödik helyen végzett, így továbbjutott a döntőbe.
A május 26-án rendezett döntőben a fellépési sorrendben tizennyolcadikként adták elő, a svéd Loreen Euphoriacímű dala után és a spanyol Pastora Soler Quédate conmigo című dala előtt. A szavazás során 112 pontot kapott, mely a 7. helyet helyet jelentette a 26 fős mezőnyben. A maximális 12 pontot egy országtól, Azerbajdzsántól kapta meg.
Idáig ez volt a dalfesztiválok történetének utolsó török dala.

## Külső hivatkozások
- Dalszöveg
- A Love Me Back című dal bemutatója